# Shibamata Taishakuten

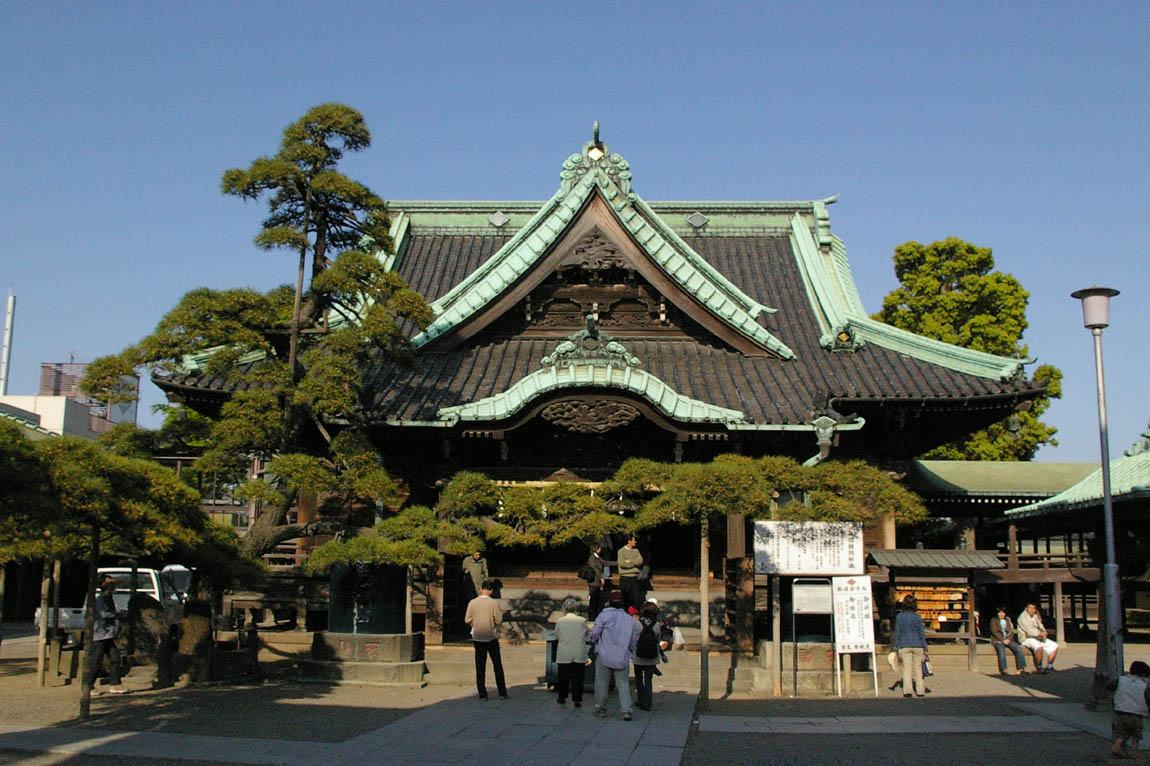
Shibamata Taishakuten.

Le Shibamata Taishakuten (柴又帝釈天) est un temple bouddhiste situé à Katsushika, Tokyo au Japon. Fondé en 1629, sa principale image de vénération est celle de Taishakuten. En 1996, le ministère japonais de l'Environnement a inscrit le temple et son transbordeur parmi les 100 sons naturels du Japon. En 2009, le temple et le transbordeur ont été choisis pour figurer sur la liste des 100 paysages du Japon (ère Heisei).

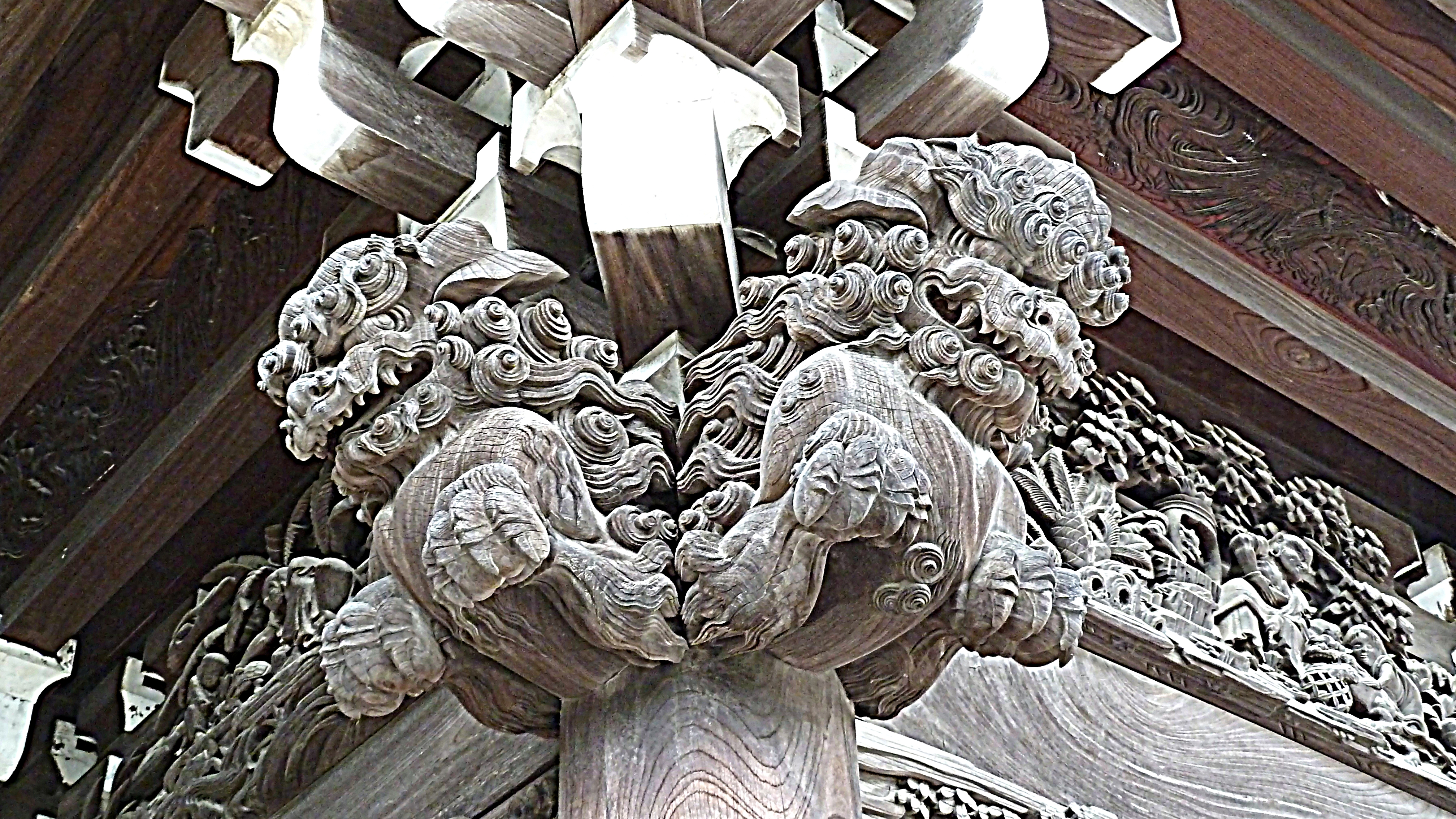
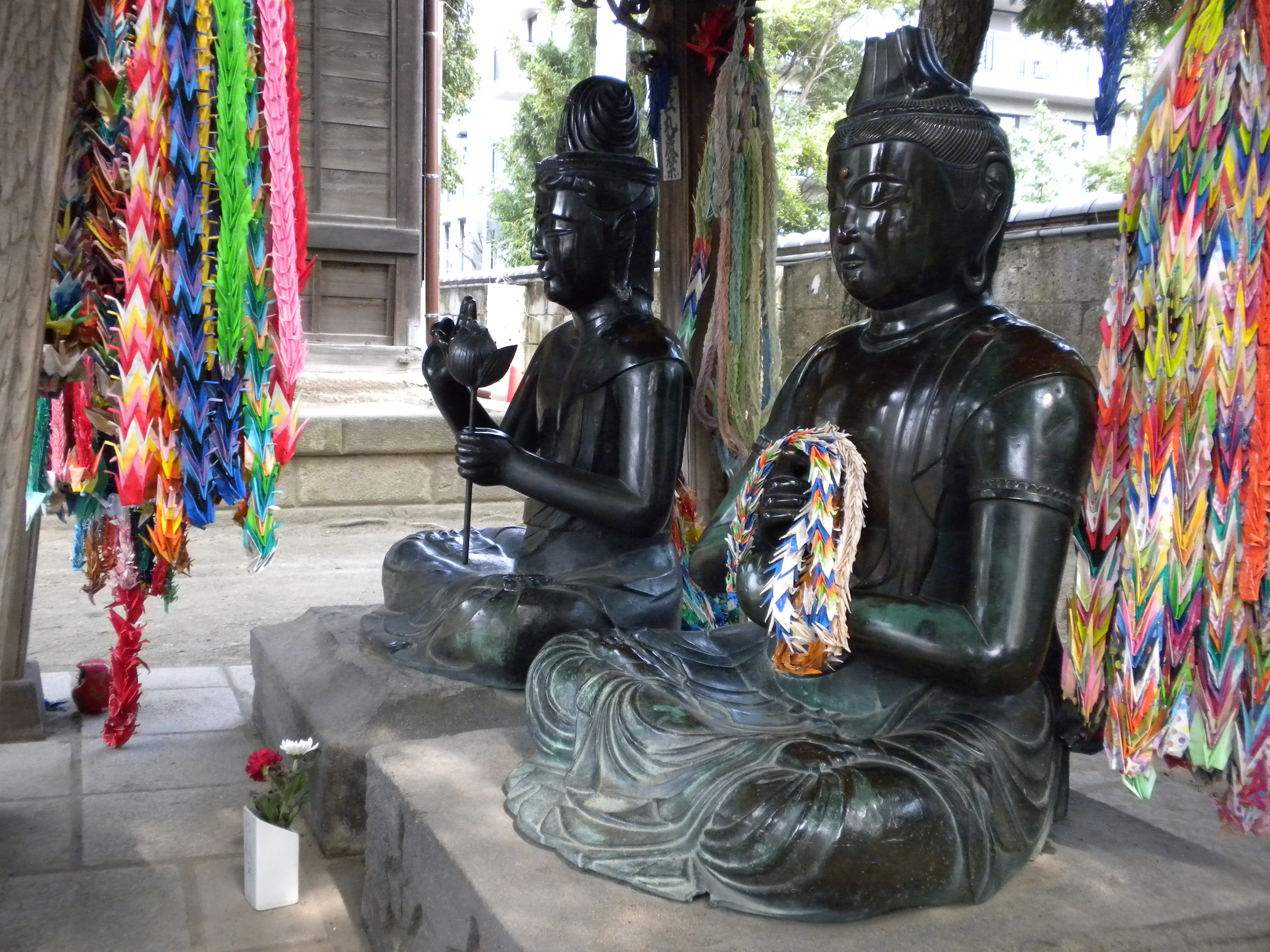
Guanyin.
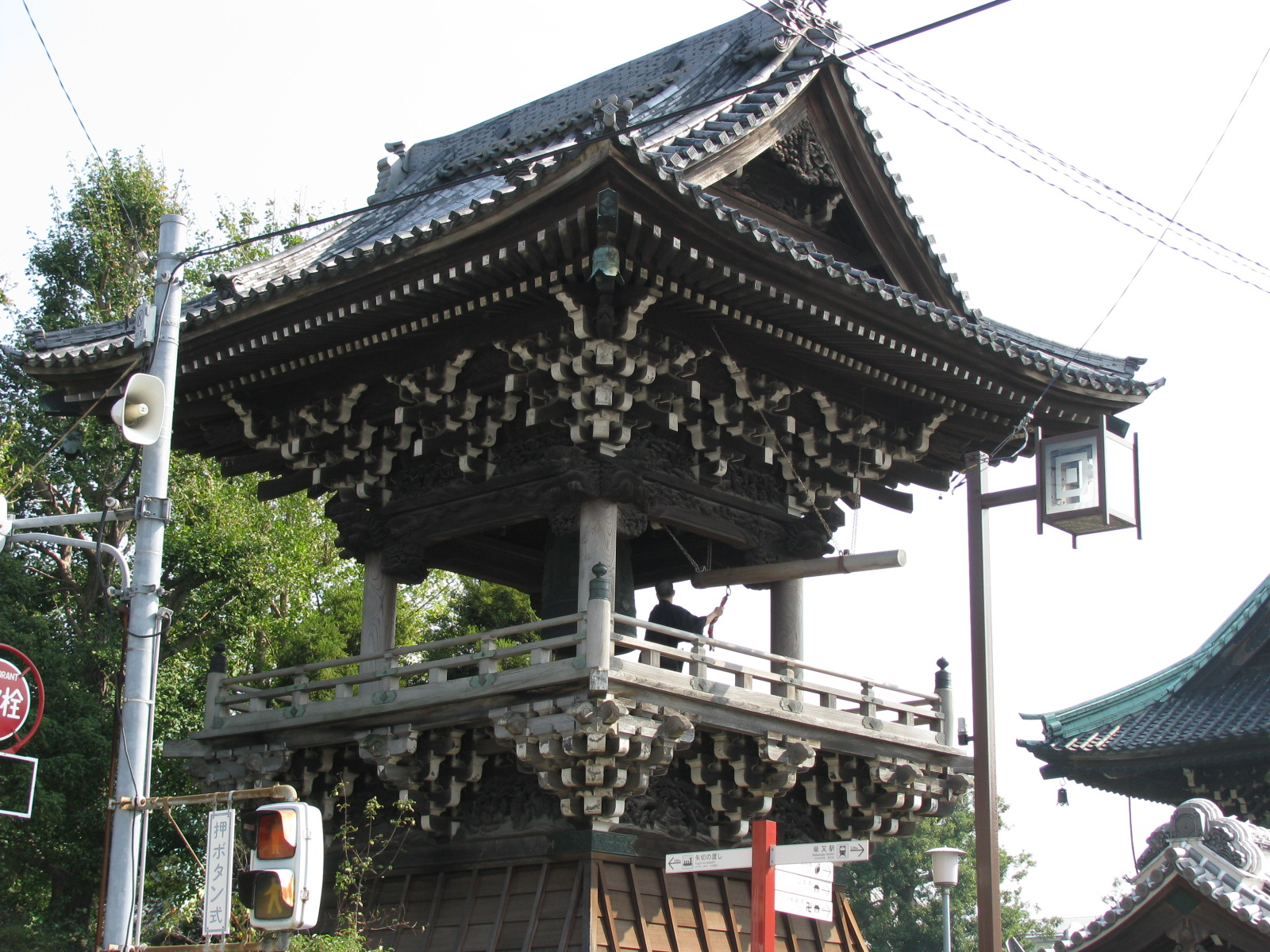
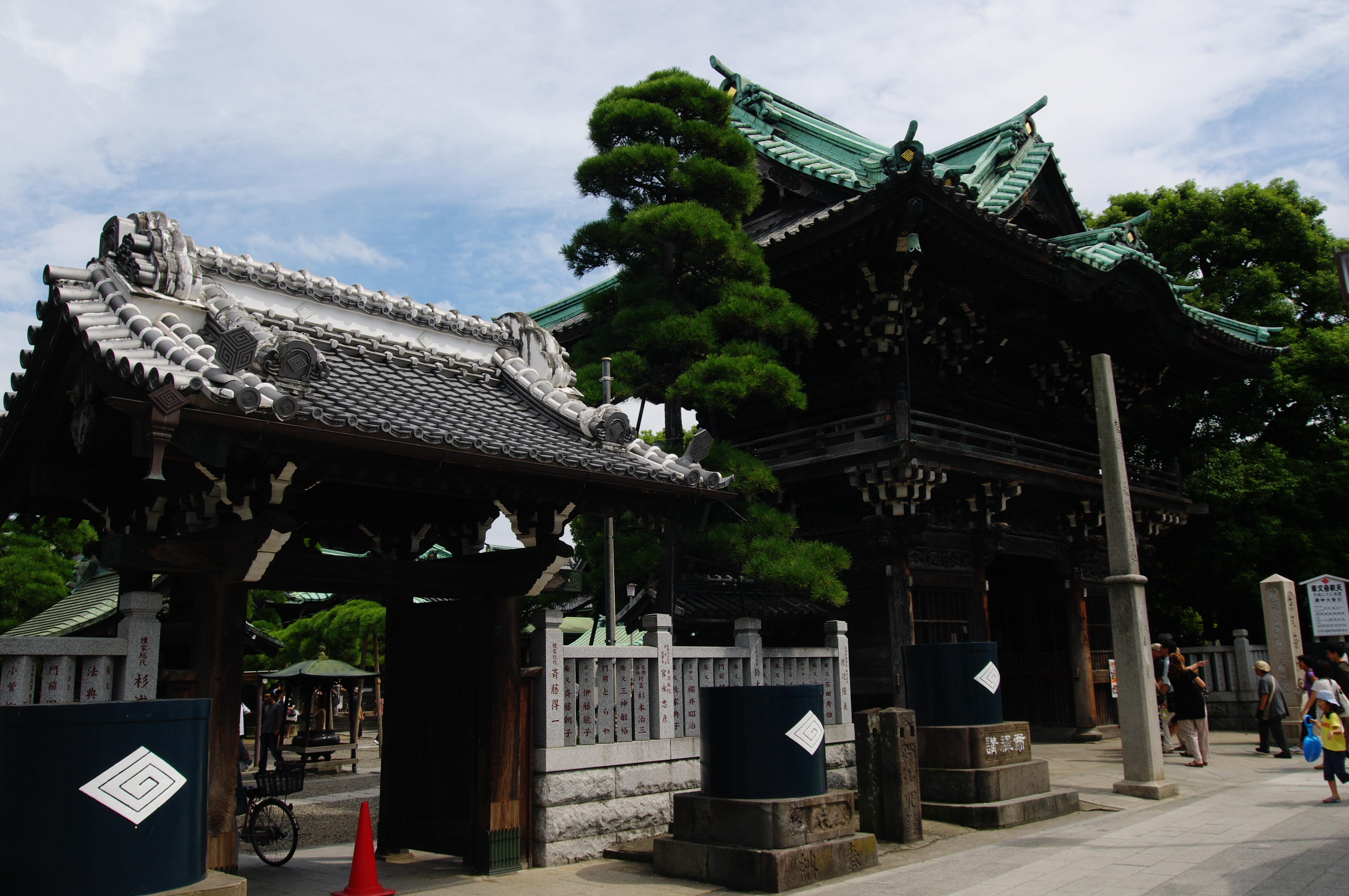